# تموز (عبری)
| تموز ماهی که گناه گوساله سامری, در آن اتفاق افتاد. |            |
| شماره ماه:                                         | ۴          |
| شمار روزها:                                        | ۲۹         |
| فصل:                                               | تابستان    |
| گاه‌شماری میلادی:                                   | ژوئن–جولای |

تموز (به عبری: תמוז) چهارمین ماه از تقویم عبری است. تموز ماهی تابستانی و ۲۹ روزه است.
در لغت نامه دهخدا در ذیل لغت حزیران توضیحات زیر آمده است:
حزیران: [ح] (اِ) نام ماه نهم است از سال رومیان و نام روز اول تابستان هم هست. (برهان قاطع) ماه اول تابستان. (شرفنامه منیری ) (السامی فی الاسامی) و آن سی روز است. سرطان، تیر.
ابن بطوطة گوید: و اول ابتداء زیادته [زیادة النیل] فی حزیران و هو یونیة - انتهی. ماه اول تابستان از سال رومی. ماه نهم است از سال رومیان و آن ماه آخر بهار است. (صحاح الفرس) ماه نهم از سال سریانی و ششم فرنگی، میان ایار و تموز مطابق اول تابستان است مطابق سرطان و تیرماه جلالی.
و صاحب غیاث اللغة گوید: ماه نهم از سال رومیان است و آن مطابق ماه خرداد باشد با اندک تفاوت. اول آن مطابق با اول یونماه قیصری و سیزدهم ژوئن فرانسوی است.لغتنامه دهخدا در واژه‌یاب
1. ↑  لغتنامه دهخدا